# Joc de noroc

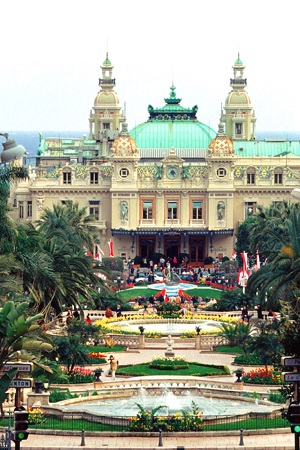
Cazinoul din Monte Carlo

Joc de noroc sau joc de hazard (din franceză hasard, care vine din arabă (الزهر) az-zahr, „zar”) sunt denumite categoria de jocuri unde pierderea sau câștigul depind în mare parte de întâmplare (hazard). Aceste tipuri de jocuri depind într-un grad diferit de noroc sau de iscusința jucătorului: astfel, jocul de ruletă practicat în cazinouri nu poate fi influențat deloc de inteligența jucătorului ci numai de întâmplare, pe când Blackjack (jocul de cărți 21) depinde într-o măsură mai mare de iscusința jucătorului.
Originea exactă a jocurilor de noroc nu este cunoscută. Chinezii au înregistrat oficial primele jocuri de noroc în anul 2300 î.e.n., dar se crede că această activitate a fost practicată în toate societățile umane încă de la începuturi. De la grecii antici și romani, la Franța lui Napoleon și Anglia elizabetană, istoria este plină de povești depre divertisment cu jocuri de noroc.
Termenul de joc de noroc nu este disjunct de cel de legalitate, existând companii care oferă (legal) jocuri de noroc ca activități publice care pot fi reglementate de una sau mai multe organisme de control. În România, reglementatorul pentru jocurile de noroc este Oficiul Național pentru Jocuri de Noroc.
Jocurile de noroc sunt o activitate comercială internațională majoră, piața legală a jocurilor de noroc fiind estimată la 335 miliarde USD în 2009.

## Aspecte psihologice
Studiile arată că jocurile de noroc pot deveni o patimă și pot deteriora comportamentul anumitor persoane mai vulnerabile.
Scriitorul rus Feodor Dostoievski — care a dezvoltat o dependență pentru jocurile de noroc care l-a aruncat în brațele sărăciei — a descris implicațiile psihologice în nuvela sa Jucătorul.